# Rayka Zehtabchi
Rayka Zehtabchi (persisch رایکا زهتابچی; * 20. Jahrhundert) ist eine iranisch-US-amerikanische Regisseurin, Produzentin und Drehbuchautorin.
Zehtabchis Familie immigrierte in den 1990er Jahren aus dem Iran in die Vereinigten Staaten. Sie lebt und arbeitet in Los Angeles. Sie studierte an der USC School of Cinematic Arts. Ihr Fokus liegt auf fiktionalen und dokumentarischen Kurzfilmen. Ihr Regiedebüt gab sie 2016 mit Madaran.
Für den von ihr 2018 inszenierten Stigma Monatsblutung wurde sie gemeinsam mit Produzentin Melissa Berton mit dem Oscar in der Kategorie Bester Dokumentar-Kurzfilm ausgezeichnet. Die Idee zum Film geht auf das Engagement einer Gruppe von 15- und 16-jährigen Schülerinnen zurück. Deren Lehrerin war Melissa Berton. Im Zuge dieser Aktivitäten entstand das Pad Project, aus dem heraus schließlich der Film hervorging. Die Produktion wurden auf verschiedenen US-amerikanischen Filmfestivals mit dem Preis als bester Dokumentarkurzfilm ausgezeichnet. Auch Zehtabchis nachfolgende Produktionen wurden vielfach geehrte.
Zehtabchi war die erste iranisch-US-amerikanische Frau, die jemals einen Oscar gewann.

## Filmografie (Auswahl)
- 2016: Madaran
- 2018: Stigma Monatsblutung (Period. End of Sentence.)
- 2020: Just Hold On
- 2021: Are You Still There?
- 2022: Long Line of Ladies